# نوفا بالما
نوفا بالما (بالبرتغالية: Nova Palma‏)؛ بلدية في ولاية ريو غراندي دو سول في البرازيل. تحتوي البلدة على جزء من سد دونا فرانسيسكا الكهرمائي على نهر جاكي العلوي.